# Jan Berg zu Carmel
Jan Berg (Berk) de Carmel herbu własnego (prawdopodobnie góra Karmel) (data urodzenia nieznana, zm. 1665). W 1629 kapitan JKM, w 1635 komendant zamku Dyneburg, major gwardii królewskiej 1646, starosta rajgrodzki i leśniczy knyszyński, dworzanin JKM, oberszter (pułkownik) 1650, generał major 1659. Żonaty z Marią Urszembekien.

## Życiorys
Przodkowie Jana należeli do pierwszej klasy rycerstwa kurlandzkiego, a ich tarcza wisiała w głównej sali organizacji rycerskiej „Ritterbank” w gmachu tej organizacji w Mitawie. Jan kontynuował tradycje rodzinne pełniąc służbę wojskową dla Rzeczypospolitej. Służbę wojskową rozpoczął w Niemczech w 1629. W 1633 roku wraz z Władysławem IV szturmował Moskwę, za co został uhonorowany starostwem miasta Rajgród na Podlasiu oraz Leśnictwem Knyszyńskim. Około 1640 roku dowodził obroną zamku Dyneburg (w Inflantach). Z braku pieniędzy z kasy królewskiej, przez długi czas utrzymywał oddział piechoty własnym kosztem. Około 1650 roku w stopniu majora, dowodził regimentem pieszym wojsk koronnych. W 1650 jest już obersztem (odpowiednik stopnia pułkownika) i dowodzi regimentem o liczebności nominalnie ponad 1000 żołnierzy piechoty (faktyczny stan oddziału był mniejszy i wynosił około 450 żołnierzy). W 1652 roku scedował funkcję leśniczego knyszyńskiego na swojego syna Władysława Franciszka. W czasie potopu szwedzkiego (1655) przyłącza się ze swoim oddziałem do wojsk Bogusława Radziwiłła. W lutym 1656 roku dowodzi obroną zamku w Tykocinie przed wojskami Pawła Sapiehy. Po zluzowaniu jego oddziału, przez księcia Bogumiła, walczy dalej pod rozkazami Szwedów. Po czym znów walczy po stronie Korony Polskiej, co zostaje docenione awansem do stopnia generała majora. 15.04.1659 roku Jan Kazimierz powierza mu komendę nad rozbitkami leibregimentu E.J. Korfa. W 1658 rozpoczął budowę kościoła i klasztoru jezuickiego na terenie swoich dóbr Schoenberg w Kurlandii (w Inflantach – tereny dzisiejszej Łotwy). Budowę tę ukończył jego syn Władysław Franciszek w 1666.
Umarł w 1665.